# Papaipema rutila
Papaipema rutila là một loài bướm đêm trong họ Noctuidae.